# Добра (приток Купы)
До́бра (хорв. Dobra) — река в хорватской жупании Карловачка, правый приток реки Купа. Длина реки — 104 км, площадь бассейна — 900 км², средний расход воды — 31 м³/с. Принадлежит к бассейну Дуная и Чёрного моря.
Добра берёт начало в Горском Котаре, неподалёку от села Скрад (к северо-востоку от Делнице). Высота истока — 700 м над уровнем моря. В верховьях течёт на восток, затем на юго-восток. После того как Добра протекает город Врбовско, она течёт по направлению к Огулину, в черте которого резко поворачивает на север и уходит под землю, в карстовые пустоты. В 5 км от Огулина Добра снова выходит на поверхность, и течёт на северо-восток параллельно Купе и Мрежнице. Добра впадает в Купу севернее города Карловац. Река Добра на значительном протяжении течёт в глубоком каньоне. Высота устья — 112 м над уровнем моря.
Крупнейшие города на реке — Врбовско и Огулин. На Добре сооружены две небольшие ГЭС, Гояк (Gojak) и Лешче (Lešće, запущена в 2010 году).